# Ernst Johann von Biron
Ernst Johann von Biron, después Ernst Johann Biron (en ruso: Эрнст Иоганн Бирон; 3 de diciembre de 1690 - 28 de diciembre de 1772), de origen alemán del Báltico, fue duque de Curlandia y Semigalia, amante de Ana de Rusia y regente de Rusia.

## Biografía
Era sobrino de Jacob Kettler, duque de Curlandia y Semigalia, que entregó al padre de Biron un pequeño vasallaje. Su abuelo, cuyo nombre propio era Bieren, fue jefe de los establos del Duque de Curlandia, Jacobo III, y dado que le acompañaba a todas partes, se ganó su favor y recibió una granja a modo de gratificación. Bieren tuvo dos hijos. Uno, el tío de Ernst Johann, llegó a ser general del ejército al servicio de Polonia. El otro hijo, padre de nuestro personaje, permaneció en Courlandia y entró al servicio del duque Alejandro.  La única educación que Ernst recibió fue en la Universidad de Königsberg (actualmente Kaliningrado), de la que fue expulsado por mala conducta. 
El año 1714, se estableció en Rusia en busca de fortuna, y sin éxito intentó ingresar en la corte de la princesa Carlota Cristina de Braunschweig-Wolfenbüttel, consorte del zar Alexis Petróvich Románov. En Jelgava, logró obtener una posición gracias a su hermana, novia del ministro regente Piotr Bestúzhev-Ryumin, quien había tenido una relación amorosa con Ana Ioánnovna. Durante la ausencia de Bestúzhev-Ryumin, Ernst logró reemplazarlo en los favores amorosos de Ana y hace caer en desgracia a su protector, siendo este confinado en Siberia.
Al ascender Ana al trono del Imperio ruso el año 1730, Biron, que mientras tanto había desposado a Madame Benigna von Treyden, se estableció en Moscú donde recibió honores y riquezas. Cuando Ana fue coronada el 9 de mayo de ese mismo año, fue nombrado Gran Chambelán y Conde del Imperio. Con este nombramiento adoptó las armas de la Casa Francesa Biron, además se le confirió una renta de 50.000 coronas anuales.
Muy pronto se hizo muy detestado por los rusos de todas las clases sociales. Este odio provenía de la mala imagen de sus subalternos, que actuaban por cuenta propia. Durante los últimos años del reinado de Ana, el poder de Biron fue en aumento, al igual que su riqueza. Sus aposentos en palacio superaban en elegancia las de la propia zarina y su vestimenta era la más ostentosa de toda la corte. 

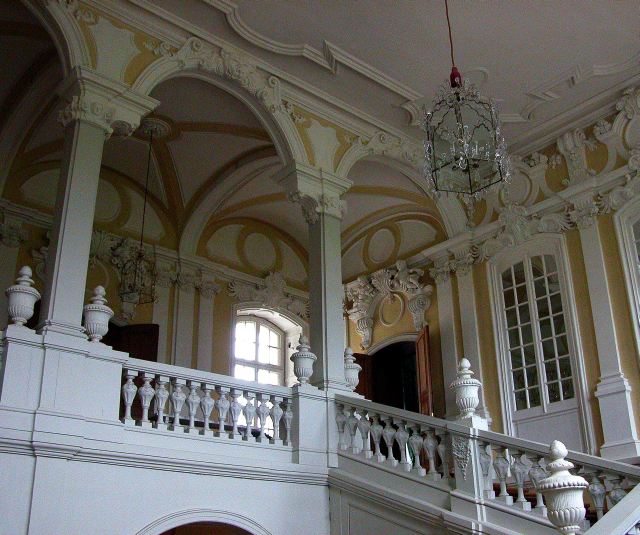
Palacio de Rundāle, la residencia de Biron en Ruhenthal, Letonia.

Su elevada posición le fue de gran ayuda cuando, al extinguirse la línea sucesoria de los duques de Curlandia, él fue nombrado sucesor. Biron era bastante más odiado en Curlandia que en Rusia, pero la voluntad de la Emperatriz era ley y grandes sumas de dinero fueron a parar a las arcas del ahora Duque. 
En su lecho de muerte, Ana lo designó regente para el pequeño Iván. Finamente el 26 de octubre de 1740, la regencia fue ratificada por 194 dignatarios.
La regencia de Biron duró exactamente tres meses. La medianoche del 19 de noviembre de 1740 fue sorprendido intentando dar muerte a su antiguo rival, el Generalfeldmarschall Burkhard Christoph von Münnich. La comisión de justicia convocada para revisar el caso, decide condenarlo a muerte por descuartizamiento el 11 de abril de 1741, pero la sentencia fue conmutada por clemencia de la nueva regente, Ana Leopóldovna, madre de Iván. Biron tuvo como condena el confinamiento en Siberia y todas sus propiedades y riquezas fueron confiscadas, las cuales alcanzaban un valor desproporcionado.
Por veintidós años el exregente desaparece de la historia de Rusia. Hasta el año 1762 cuando el zar Pedro III de Rusia lo llama nuevamente a la corte. Biron, que a la fecha contaba con 72 años, era demasiado anciano como para hacerle daño a nadie e incluso cuando Catalina la Grande tomó el mando del Imperio ruso, lo restableció en la regencia de su ducado, donde fue sucedido por su hijo Pedro von Biron.
Murió en su palacio, proyectado por Francesco Bartolomeo Rastrelli, en Jelgava, capital de Curlandia, el 28 de diciembre de 1772.
Tuvo otra hija de su matrimonio, llamada Eduviges Isabel von Biron y un hijo, llamado Karl Ernst von Biron.